# Фале, Мигел
Миге́л Мари́я Мариа́ну Фале́ (порт. Miguel Maria Mariano Falé; родился 28 января 2004, Редонду) — португальский футболист, нападающий клуба «Брага».

## Клубная карьера
Начал играть в футбол в академии «Бенфики» в возрасте шести лет. С 2017 по 2018 год выступал за молодёжную команду «Лузитану», а в 2018 году присоединился к футбольной академии клуба «Брага». В мае 2020 года начал тренироваться с основным составом «Браги». 30 декабря 2021 года дебютировал в основном составе «Браги» в матче португальской Примейра-лиги против «Ароки», выйдя на замену Рожеру Фернандешу.

## Карьера в сборной
Выступал за сборные Португалии до 16 и до 18 лет.